# VeAn Tattoo
VeAn Tattoo — мережа тату-салонів в Україні і Європі. Основний напрям роботи — тату, пірсинг і татуаж. Наразі в мережі нараховується більше 140 студій. Компанію засновано в 2011 році в Херсоні.

## Діяльність
Компанія спеціалізується на тату, пірсингу, перманентному макіяжі, а також на видаленні тату і татуажу. У студіях проводиться навчання татуюванню, пірсингу і татуажу, після проходження якого видається диплом про закінчення навчання.
Мережа тату-салонів має власний інтернет-магазин, у якому можна придбати машинки для тату/перманентного макіяжу, прикраси для пірсингу, витратні матеріали тощо. Більшість із цього асортименту продається у самих студіях.

## Історія розвитку мережі
У 2011 році була відкрита перша тату-студія в Херсоні.
У 2013 році була відкрита студія в Бердянську.
У 2015 році було відкрито три студії в Мелітополі, Запоріжжі та Маріуполі.
У 2016 році були відкриті студії в Одесі, дві в Києві, Харкові та Дніпрі.
У 2017 році було відкрито 10 студій в таких містах, як: Кременчук, Вінниця, Миколаїв, Херсон, Біла Церква, друга студія в Одесі, Кривий Ріг, Черкаси, Житомир, Хмельницький.
У 2018 році було відкрито 11 студій в таких містах: Кам'янське, Тернопіль, Львів, Луцьк, Суми, Полтава, Івано-Франківськ, Чернігів, Ужгород, Чернівці, Краматорськ.
У 2019 році було відкрито 6 студій в таких містах: друга студія у Львові, друга студія у Харкові,  Рівному, Павлоград, Кропивницький, Кам'янець-Подільский. Також було відкрито 2 студії в Берліні (Німеччина) та в Кракові і в Катовицях (Польща).
У 2020 році: друга студія у Дніпрі, Нікополь та Ізмаїл. Також було відкрито 6 студій в Польщі: Гдиня, Щецин, Бидгощ, Гданьск, Вроцлав та Познань.
У 2021 році: Ірпінь, Бахмут, третя студія в Києві. Також було відкрито 8 студій в Польщі: Ченстохова, Ольштин, Лодзь, Люблін, Кельці, Варшава, Ряшів, Білосток. Та одна студія в Касселі (Німеччина). Також були відкриті нові студії у Чехії та Угорщині.
У 2022 році компанія розширила список країн в яких надає послуги: Литва, Болгарія та Іспанія, Нідерланди.
У 2023 році студії були відкриті у таких країнах: Велика Британія, Румунія, Латвія, Словаччина.

## VeAn в країнах та містах

### Україна

Тату салон в Ірпені

Тату студія в Луцьку

Майстри тату студії

Тату студія в Бахмуті

Україна - це перша країна з якої почався розвиток тату студій. Перші студії були відкриті в Херсоні та Бердянську.
Станом на 2023 рік нараховує 50 студій.
- Олександрія
- Бахмут
- Біла Церква
- Бердянськ
- Бровари
- Вінниця
- Дніпро - 2 студії
- Житомир
- Запоріжжя - 2 студії
- Івано-Франківськ
- Ізмаїл
- Ірпінь
- Кам'янець-Подільський
- Кам'янське
- Київ - 3 студії
- Краматорськ
- Кременчук
- Кривий Ріг
- Кропивницький
- Луцьк
- Львів - 2 студії
- Маріуполь
- Мелітополь
- Миколаїв
- Одеса
- Павлоград
- Полтава
- Рівне
- Суми
- Тернопіль
- Ужгород
- Умань
- Харків - 2 студії
- Херсон
- Хмельницький
- Черкаси
- Чернігів
- Чернівці
- Калуш
- Мукачево
- Бориспіль
- Дубно
- Коломия

### Польща

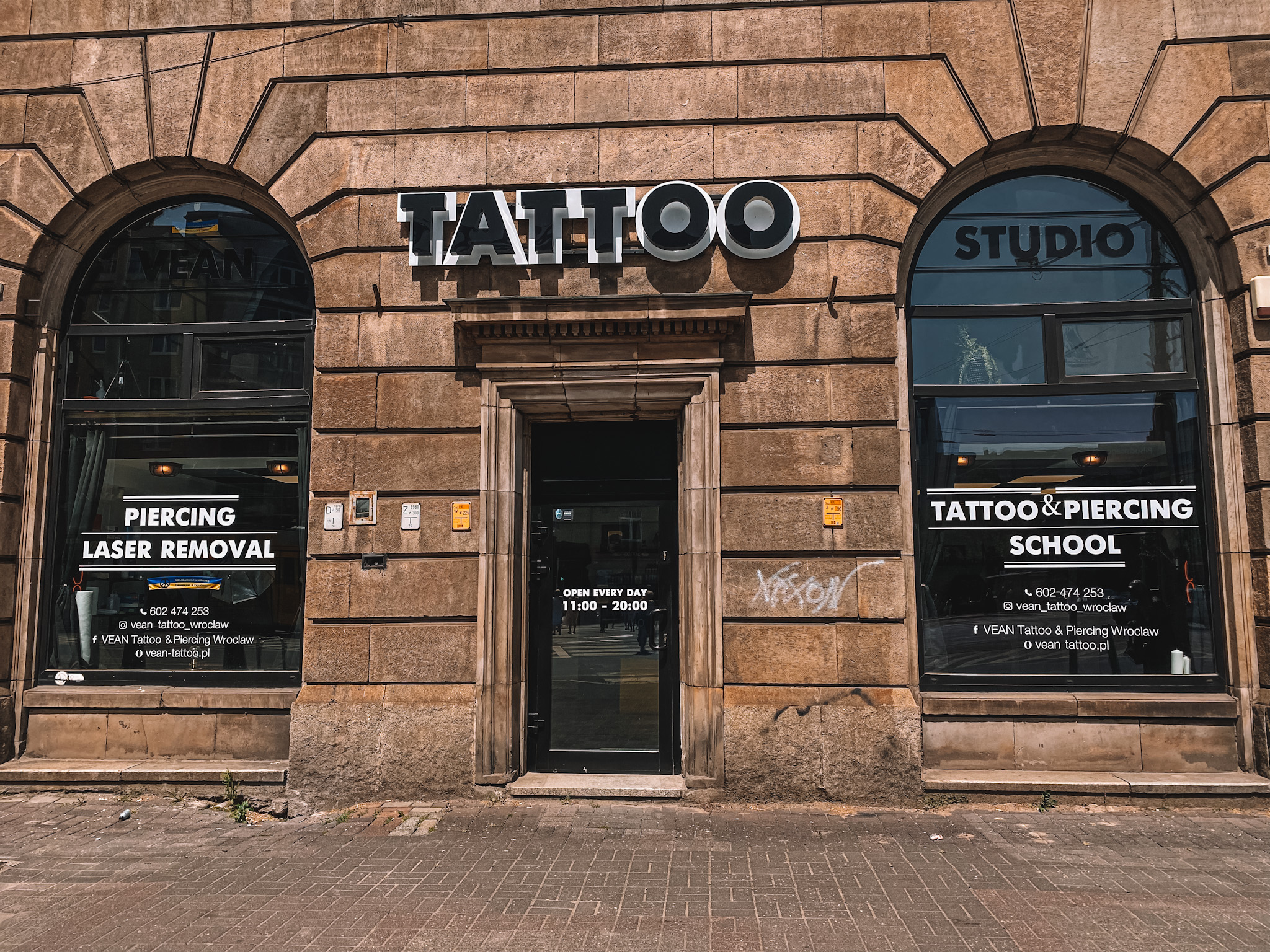
Тату салон у Вроцлаві

Тату студія у Кракові

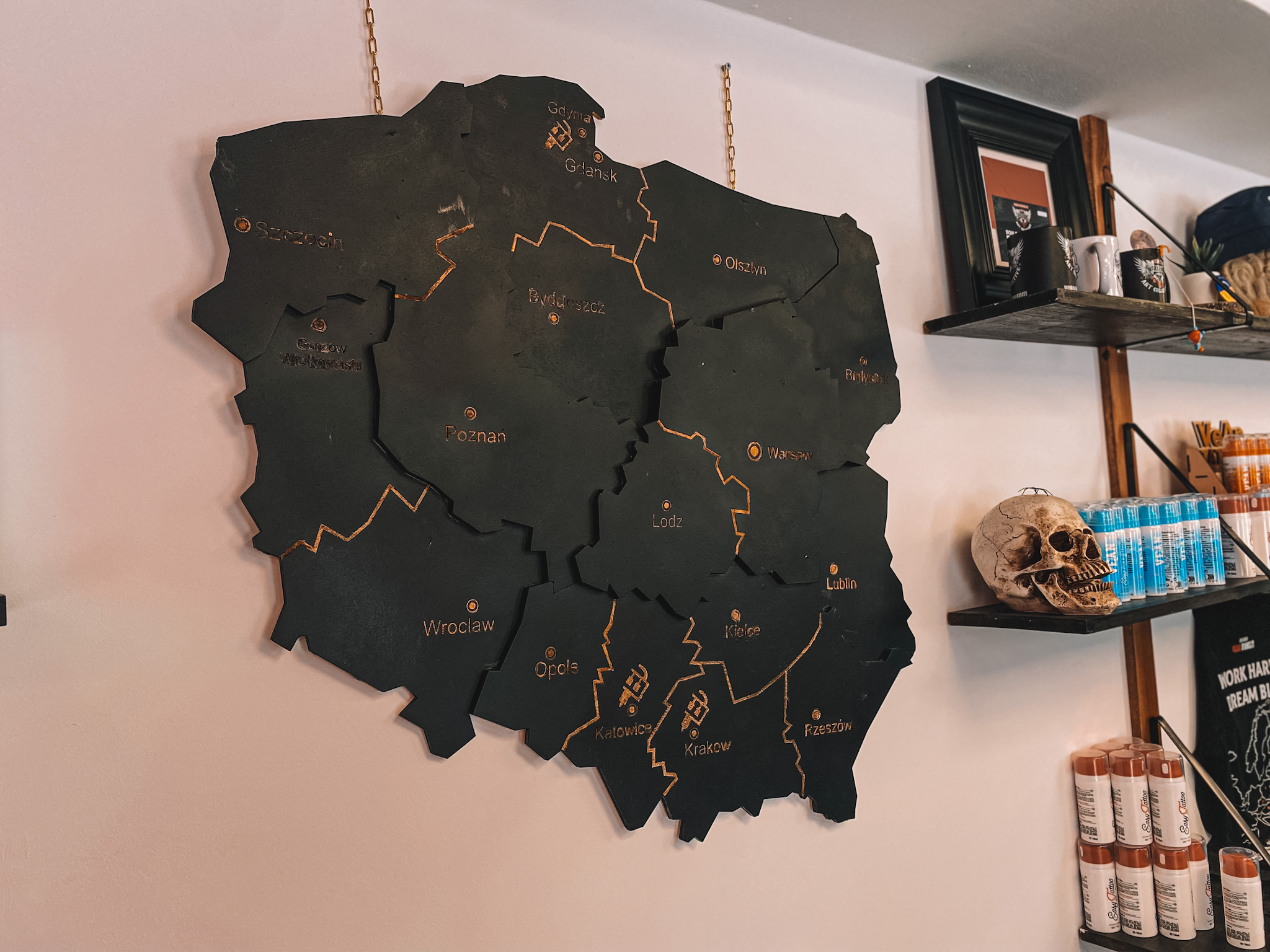
Тату студія у Бидгощі

З 2019 року VeAn Tattoo почала відкривати свої студії в Польщі. Перша студія була відкрита у місті Краків.
Станом на 2023 відкрито 35 студій.
- Білосток
- Бельсько-Бя́ла
- Бидгощ
- Ченстохова
- Єленя Гура
- Ельблонг
- Гданськ - 2 студії
- Гдиня
- Гливиці
- Ґожув-Велькопольський
- Катовиці
- Кельці
- Колобжег
- Кошалін
- Краків - 2 студії
- Лодзь
- Люблін
- Новий Сонч
- Ольштин
- Ополе
- Познань
- Радом
- Ряшів
- Сосновець
- Свиноуйсьце
- Щецін
- Тарнів
- Торунь
- Валбжих
- Варшава
- Вроцлав - 2 студії
- Зелена Гура

### Німеччина

Тату студія в Касселі

Тату студія Берлін Red

У 2019 році була відкрита перша студія в Німеччині в місті Берлін.
Станом на 2023 рік VeAn має 14 студій.
- Берлін - 2 студії
- Брауншвайґ
- Кассель
- Бремен
- Дрезден
- Потсдам
- Вольфенбюттель
- Франкфурт-на-Майні
- Гота
- Ганновер
- Любек
- Реґенсбурґ
- Нюрнберг

### Чехія
У 2021 році була відкрита перша студія у Чехії в місті Брно.
Станом на 2023 рік в Чехії знаходяться 8 студій.
- Брно
- Градець-Кралове
- Карлові-Вари
- Ліберець
- Прага
- Пльзень
- Острава
- Оломоуць

### Угорщина
У 2021 році була відкрита студія в Будапешті. 
Станом на 2023 відкрито 6 студій.
- Будапешт - 2 студії
- Дебрецен
- Дьєр
- Сегед
- Печ

### Литва
У 2022 році була відкрита перша студія в Литві. 
Станом на 2023 відкрито 5 студії.
- Вільнюс
- Каунас
- Клайпеда
- Паневежис
- Шауляй

### Болгарія
У 2022 році була відкрита студія в Бургасі.
Станом на 2023 рік відкрито 4 студії.
- Бургас
- Варна
- Пловдив
- Софія

### Іспанія
У 2022 році було відкрито першу студію в Іспанії в місті Аліканте.
Станом на 2023 рік відкрито 3 студії.
- Аліканте
- Гранада
- Валенсія

### Нідерланди
У 2022 році було відкрито студію в Роттердамі.
Станом на 2023 рік відкрито 5 студій.
- Бреда
- Гаага
- Гарлем
- Роттердам
- Утрехт

### Велика Британія
У 2023 році було відкрито першу студію в місті Вулвергемптон.
Станом на 2023 рік відкрито 3 студії.
- Бірмінґем
- Вулвергемптон
- Волсолл

### Латвія
У 2023 році було відкрито першу студію в місті Рига.
Станом на 2023 рік має 5 студій.
- Дауґавпілс
- Єлгава
- Лієпая
- Рига
- Юрмала

### Словаччина
У 2023 році було відкрито першу студію в місті Братислава. Пізніше було відкрито студію в Кошиці.

### Румунія
У 2023 році було відкрито першу студію в місті Галац.

## Навчання

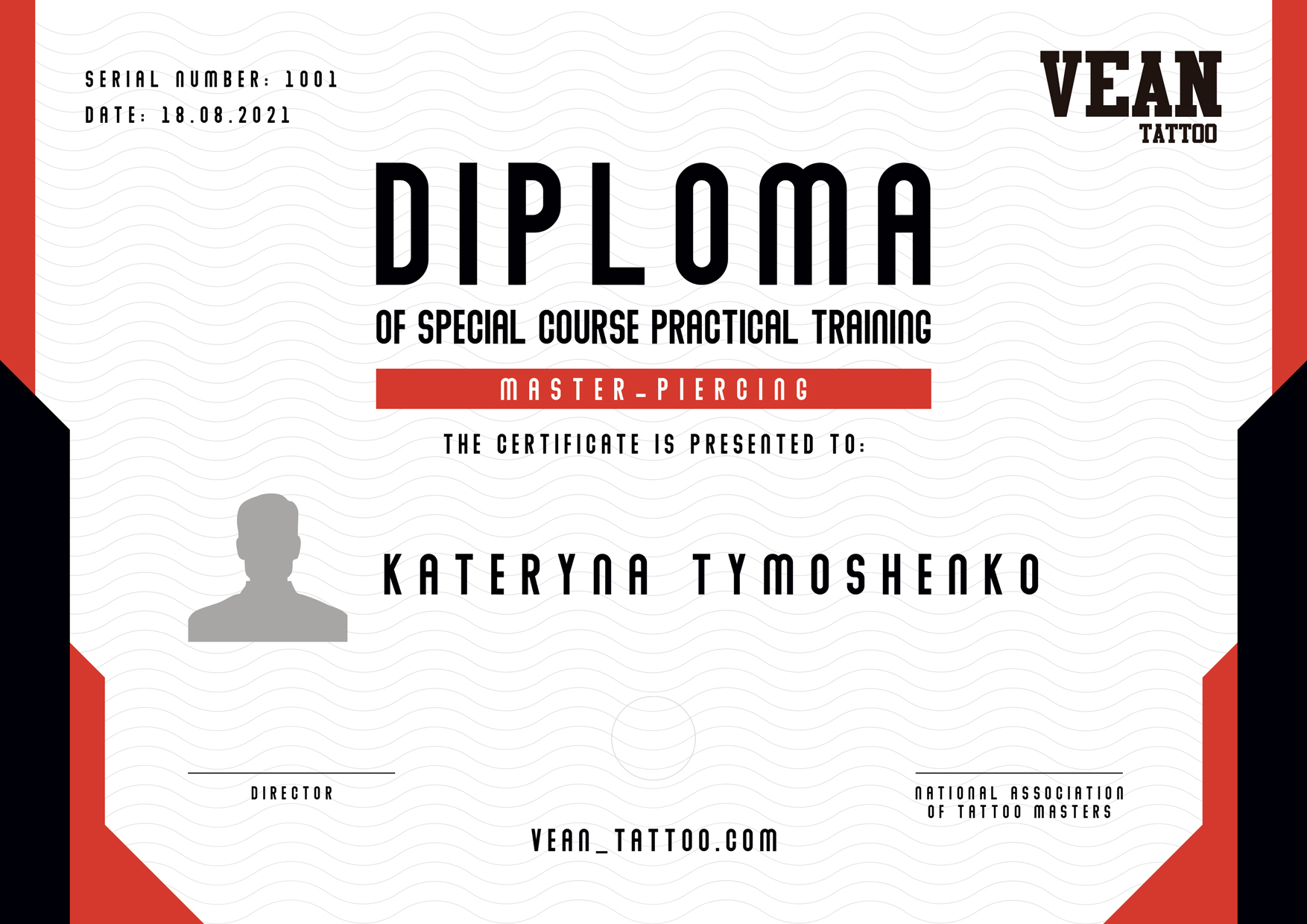
Диплом, який видається учням після навчання в студії

Пройти навчання можна в усіх студіях мережі. Для учнів доступні 3 види курсу: базовий, стандартний і преміум. Також наявні додаткові курси: міні-тату, майстер-класи і поглиблений курс підвищення кваліфікації. Після закінчення навчання видається диплом англійською мовою з серійним номером.
Також є можливість отримати Ліцензію акредитовану Міністерством освіти Чеської Республіки після проходження акредитованого кваліфікаційного курсу МОН, що дає можливість веденя бізнесу в Європі, а також отримання міжнародного сертифікату.

## Благодійна діяльність
Мережа тату-салонів бере участь у доброчинності. Певний відсоток від продажів сувенірної продукції та витратних матеріалів надається на допомогу в благоустрої палат у дитячих лікарнях, а також на допомогу дітям-сиротам.
Бердянська студія Vean Tattoo надсилає 15% від вартості татуювання із зображенням тварини, а також відсоток від продажів сувенірів на допомогу бездомним тваринам. 
Компанія є партнером патронажної служби DOBROtaZABOTA, яка пропонує професійні послуги доглядальниць у лікарнях і вдома. 
У Дніпрі в тату-салоні VeAn з перших днів російського вторгнення допомагають переселенцям і тим, хто опинився у скрутному становищі.